# Laurent Lecointre
Pour les articles homonymes, voir Lecointre.
Laurent Lecointre (parfois orthographié Le Cointre), surnommé Lecointre de Versailles, né le 1er février 1742 à Versailles (province d’Île-de-France) et mort le 16 thermidor an XIII (4 août 1805) à Guignes (Seine-et-Oise), est un homme politique de la Révolution française.

## Biographie
Laurent Lecointre, né paroisse Notre-Dame de Versailles, est issu d'une famille bourgeoise. Son père Gilles Lecointre est marchand de toiles à Versailles. Il reprend l'affaire familiale.

### Sous la Constituante
Au début de la Révolution, Laurent Lecointre, lieutenant-colonel de la garde nationale de Versailles, participe aux journées des 5 et 6 octobre 1789, au terme desquelles Louis XVI signe la Déclaration des Droits de l'Homme et du Citoyen et est reconduit avec sa famille à Paris aux palais des Tuileries. 

### Mandat à la Législative
La France devient une monarchie constitutionnelle en application de la constitution du 3 septembre 1791. 
Le même mois, Laurent Lecointre est élu député du département de Seine-et-Oise, le deuxième sur quatorze, à l'Assemblée nationale législative. Il est surnommé Lecointre de Versailles, pour être différencié de son collègue et paronyme Michel Mathieu Lecointe-Puyraveau (député des Deux-Sèvres). 
Il siège sur les bancs de la gauche de l'Assemblée. En avril 1792, il vote pour que les soldats du régiment de Châteauvieux, qui s'étaient mutinés lors de l'affaire de Nancy, soient admis aux honneurs de la séance. En août, il vote en faveur de la mise en accusation du marquis de La Fayette.
La monarchie prend fin à l'issue de la journée du 10 août 1792 : les bataillons de fédérés bretons et marseillais et les insurgés des faubourgs de Paris prennent le palais des Tuileries. Louis XVI est suspendu et incarcéré avec sa famille à la tour du Temple. 

### Mandat à la Convention
En septembre 1792, Laurent Lecointre est réélu député de Seine-et-Oise, le premier sur quatorze, à la Convention nationale.
Il siège sur les bancs de la Montagne. Lors du procès de Louis XVI, il vote la mort, et rejette l'appel au peuple et le sursis à l'exécution de la peine. Le 13 avril 1793, il est absent lors du scrutin sur la mise en accusation de Jean-Paul Marat. Le 28 mai, il est également absent lors du scrutin sur le rétablissement de la Commission des Douze. 
Le 30 avril, Laurent Lecointre est envoyé en mission près l'armée des côtes de Cherbourg aux côtés de Claude-Antoine Prieur (député de la Côte-d'Or), de Pierre-Louis Prieur (député de la Marne) et de Gilbert Romme (député du Puy-de-Dôme). Il est rappelé à la Convention le 12 juillet. 
Après l'arrestation des hébertistes et des dantonistes en germinal an II (mars-avril 1794), Laurent Lecointre s'oppose à Maximilien de Robespierre (député de la Seine). 

Le 20 prairial (8 juin), lors de la fête de l'Être suprême, il injurie Robespierre. Marc Antoine Baudot (député de Saône-et-Loire) écrit dans ses mémoires : 
Il n'y avait pas entre Robespierre et moi plus de huit personnes de file, j'ai entendu toutes les imprécations ; elles partaient [...] surtout de Lecointre, de Versailles, qui appela plus de vingt fois Robespierre dictateur ! tyran ! et menaça de le tuer. 
René Levasseur (député de la Sarthe) écrit quant à lui dans ses mémoires : 
Le jour même de la fête à l'Être suprême, [...] le brave Lecointre osa lui dire en face : « Robespierre, j'aime ta fête, mais toi, je te déteste ! »
Le 22 prairial (10 juin), Lecointre s'oppose, aux côtés de Pierre-Charles Ruamps (député de la Charente-Inférieure), à la loi de Prairial qui réorganise le tribunal révolutionnaire. 
Le 1er fructidor (18 août), il est élu secrétaire aux côtés de Pierre Bentabole (député du Bas-Rhin) et d'Armand-Joseph Guffroy (député du Pas-de-Calais) sous la présidence d'Antoine Merlin (député de la Moselle). 

Après la chute de Robespierre, le 11 fructidor (28 août), Jean-Lambert Tallien (député de Seine-et-Oise) dénonce le « système de le terreur » qui aurait été imposé par Robespierre. Le 12 fructidor (29 août), Lecointre prononce un rapport de vingt-six chefs d'accusation qui incrimine les anciens membres du Comité de salut public (Bertrand Barère, Jacques-Nicolas Billaud-Varenne et Jean-Marie Collot d'Herbois) et du Comité de sûreté générale (Jean-Pierre-André Amar, Jacques-Louis David, Marc Vadier et Jean-Henri Voulland). Il les accuse notamment : 
1° D'avoir comprimé par la terreur tous les citoyens de la république, en signant et en faisant mettre à exécution des ordres arbitraires d'emprisonnement  [...]. 

4° D'avoir, de concert avec Robespierre, anéanti la liberté des opinions dans le sein même de la Convention nationale, en ne permettant la discussion d'aucune des lois présentées par le Comité de Salut public.
 La dénonciation est rejetée comme calomnieuse. Le 17 fructidor (3 septembre), Lecointre, Tallien et Louis Fréron (député de la Seine) sont radiés du club des Jacobins. 
La dénonciation est cependant partiellement reprise par Louis Legendre (député de la Seine) le 12 vendémiaire an III (3 octobre 1794). Le 7 nivôse (27 décembre), une Commission des Vingt-et-Un, chargée d'examiner la conduite des députés inculpés, est élue. 
Au cours de l'insurrection du 12 germinal an III (1er avril 1795), Lecointre, « les yeux soudainement décillés par l'ampleur de la réaction », demande un appel nominal sur la mise en accusation des « anciens terroristes », demande signée par cinquante de ses collègues. Le 16 germinal (5 avril), il est décrété d'arrestation. Il bénéficie de l’amnistie votée à la clôture de la Convention. 
Il n'est pas réélu député sous le Directoire. 

## Sous le Consulat et le Premier Empire
Laurent Lecointre est le seul Versaillais à avoir voté contre la Constitution de l’an VIII qui met en place le Consulat à vie. Exilé à Guignes où il possède une propriété, il y finit ses jours.

## Œuvres
- Robespierre peint par lui-même, et condamné par ses propres principes, ou Dénonciation des crimes de Maximilien-Marie-Isidore Robespierre [...][24].
- Les Crimes De Sept Membres Des Anciens Comités De Salut Public Et De Sureté Générale: Ou, Dénonciation Formelle À La Convention Nationale, Contre Vouland, Amar & David. Suivie De Pièces.
- Les crimes de sept membres des anciens comités de Salut public et de Sureté Générale, ou Dénonciation formelle à la Convention nationale, contre Billaud-Varennes, Barère, Collot-d'Herbois, Vadier, Vouland, Amar et David, suivie de pièces justificatives, indication d'autres pièces originales existantes dans les comités, preuves et témoins indiqués à l'appui des faits.
- À Monsieur le Marquis de la Fayette, Généralissime des Troupes du Roi, Commandant Général des Gardes Nationales de Paris Et de Versailles.
- Les Abus des Pouvoirs Illimités: Avec des Réflexions sur l'État Présent de la République.
- Laurent Lecointre, de Versailles, député du département de Seine et Oise a la Convention Nationale, septembre 1794
- Observations de Laurent Lecointre et demande en rapport du décret d'hier, qui prononce l'expulsion totale de la famille des Bourbons.
- Conjuration formée dès le 5 prairial, par neuf représentans du peuple contre Maximilien Robespierre, pour le poignarder en plein Sénat. Rapport d'accusation.